# La Merced Alta
La Merced Alta es un caserío peruano ubicado en el distrito de Supe, perteneciente a la provincia de Barranca del departamento de Lima, en la costa central del Perú. 

## Ubicación
La Merced Alta se ubica al sureste de la provincia de Barranca, en el distrito de Supe, en el departamento de Lima.

## Demografía
En 2017 La Merced Alta tenía una población de 83 habitantes.
| Gráfica de evolución demográfica de La Merced Alta entre 1993 y 2017 |
|                                                                      |
| Fuentes: Población 1993 y 2017                                       |